# تلمبه جلال سلطانی صدرزاده
تلمبه جلال سلطانی صدرزاده یک منطقهٔ مسکونی در ایران است که در دهستان گلستان (سیرجان) واقع شده‌است. تلمبه جلال سلطانی صدرزاده ۱۶ نفر جمعیت دارد.